# Opatství Moutier-Grandval
Opatství Moutier-Grandval bylo benediktinské opatství v dnešním kantonu Bern ve Švýcarsku. Opatství bylo založeno kolem roku 640, poblíž již existující vesnice Grandval. Vesnice Moutier, kde se opatství nacházelo, vznikla až kolem založeného opatství.

## Historie
Opatství na staré trase vedoucí k průsmyku Pierre Pertuis bylo založeno jako dceřiný klášter opatství Luxeuil. Pozemek na stavbu poskytl Gundoin, vévoda z Alsaska. Opat z Luxeuil Waldebert jako prvního opata jmenoval Germana z Grandvalu, který v opatství sloužil 35 let, a spolu s ním tam poslal Randoalda z Grandvalu, aby tam působil jako převor. Oba byli v roce 675 zavražděni stoupenci vévody Adalricha poté, co protestovali proti vyhoštění obyvatel z údolí Sorgenau. Opatství se stalo sekulárním institutem rozlehlého území, v 9. či 10. století vlastnilo majetek až k Bielskému jezeru. Bylo považováno za léno burgundského krále. V roce 968 ho král Konrád Burgundský udělil hraběti Luitfridovi jako beneficium, ten ho poté rozdělil jako svůj majetek mezi své syny. Po soudním sporu bylo opatství vráceno králi.
Mniši z opatství museli během švýcarské reformace uprchnout do Delémontu. Po příchodu francouzských revolučních armád v roce 1792 opatství ukončilo činnost, zchátralo a materiál budov byl postupně rozebrán na stavby nových domů. 
V roce 2008 byly objeveny zbytky budov z 12. století. Nicméně v obci Perrefitte dosud stojí malá kaple de Chalière, postavená opatstvím. V této karolínské stavbě, která nyní slouží jako hřbitovní kaple, se zachovaly vybledlé nástěnné malby z 11. století. 
Hlavní cennosti opatství byly ještě během reformace převezeny do Delémontu, v kostele jsou dodnes pochována těla svatého Germana a Randoalda, zatímco v muzeu je údajný Germanův kovový kříž snad z 9. století a pozlacené sandály s kalichem ze 13. století.